# 榊原伊織 (俳優)
榊原 伊織（さかきばら いおり、1972年3月2日 - ）は、日本の元俳優。愛知県出身。

## 来歴・人物
名古屋東映俳優養成所出身。1992年に放映された東映制作の特撮テレビドラマ『特捜エクシードラフト』に、レギュラー・大熊拳役でデビュー。
同作品では、ハードなアクションシーンも吹き替えなしで演じており、主演を務めた影丸茂樹も、榊原について「若さが印象的で、アクションのキレがすごかった」と述懐している。
特技は、殺陣、器械体操。2001年までにプロダクション夢限大に所属していた。

## 出演

### テレビドラマ
- メタルヒーローシリーズ
  - 特捜エクシードラフト（1992年 - 1993年、ANB） - 大熊拳 / ドラフトキース
    - 第41話 - 清水千代松（二役）

  - 特捜ロボ ジャンパーソン 第25話「早撃ち王（）決定戦」（1993年、ANB） - ルーゴ

### 映画
- 仮面ライダーZO（1993年、東映） - 宮崎
- 斬り込み（1995年、イメージファクトリー・アイエム）
- WINDS OF GOD（1995年、松竹）

### オリジナルビデオ
- 極道華の乱 姐対姐御（1995年、SHSプロジェクト）
- 魔神騎士ジャック☆ガイスト 第2話（2001年、バップ） - 寺尾医師
- オーバーレブ!（2001年、カレス・コミュニケーションズ） - 三上 智